# Rájecká tůň
Rájecká tůň je přírodní památka nacházející se v Brně, v katastrálním území Brněnské Ivanovice. Byla vyhlášena roku 1997 jako součást zamýšleného regionálního biocentra. Na nevelkém chráněném území 0,33 ha se nachází nejen samotná Rájecká tůň coby pozůstatek slepých ramen řeky Svitavy, ale také zbytek lužního lesa, který se zde dříve nacházel v daleko větším rozsahu. Dalším pozůstatkem těchto luhů je přírodní rezervace Černovický hájek (100 m na západ od Rájecké tůně). Společně s ní byla přírodní památka Rájecká tůň v roce 2024 zrušena a začleněna do nově vyhlášené přírodní památky Ráječek.
Rájecká tůň je v současnosti průtočnou tůní na Černovickém potoce (nebylo tomu tak vždy). Cílem ochrany jsou především obojživelníci a mokřadní rostlinná společenstva, včetně zbytku lužního lesa. Ve vyhlášce o zřízení památky z roku 1997 se uvádí, že tůň má v systému ekologické stability funkci regionálního biokoridoru. Současný stav přírodní památky je však spíše neutěšený. Tůň je ze všech stran obklopena intenzivně využívanou zemědělskou krajinou. Dochází ke znečišťování agrochemikáliemi z okolních polí, ke splachům půdy a zazemňování tůně, vodní hladina je silně zastíněna zarůstající vegetací. V důsledku toho dříve významný biotop pro rozmnožování obojživelníků v současnosti přichází o svůj význam, z obojživelníků se tu vyskytuje jen několik druhů, a to pouze při migraci, k rozmnožování zde nenachází vhodné podmínky. Stejně tak mokřadní rostliny se tu již vyskytují spíše vzácně. Pro obnovení potenciálu lokality by bylo žádoucí zavést managementová opatření, především odbahnění, probírku břehových porostů a mírné terénní úpravy tůně tak, aby vznikl litorál vhodný pro obojživelníky.
Přibližně sto metrů severně od samotného chráněného území byla v roce 2013 vybudována část regionálního biocentra Ráječek (výsadba cca 1300 stromů na ploše 3 ha).

## Lokalita

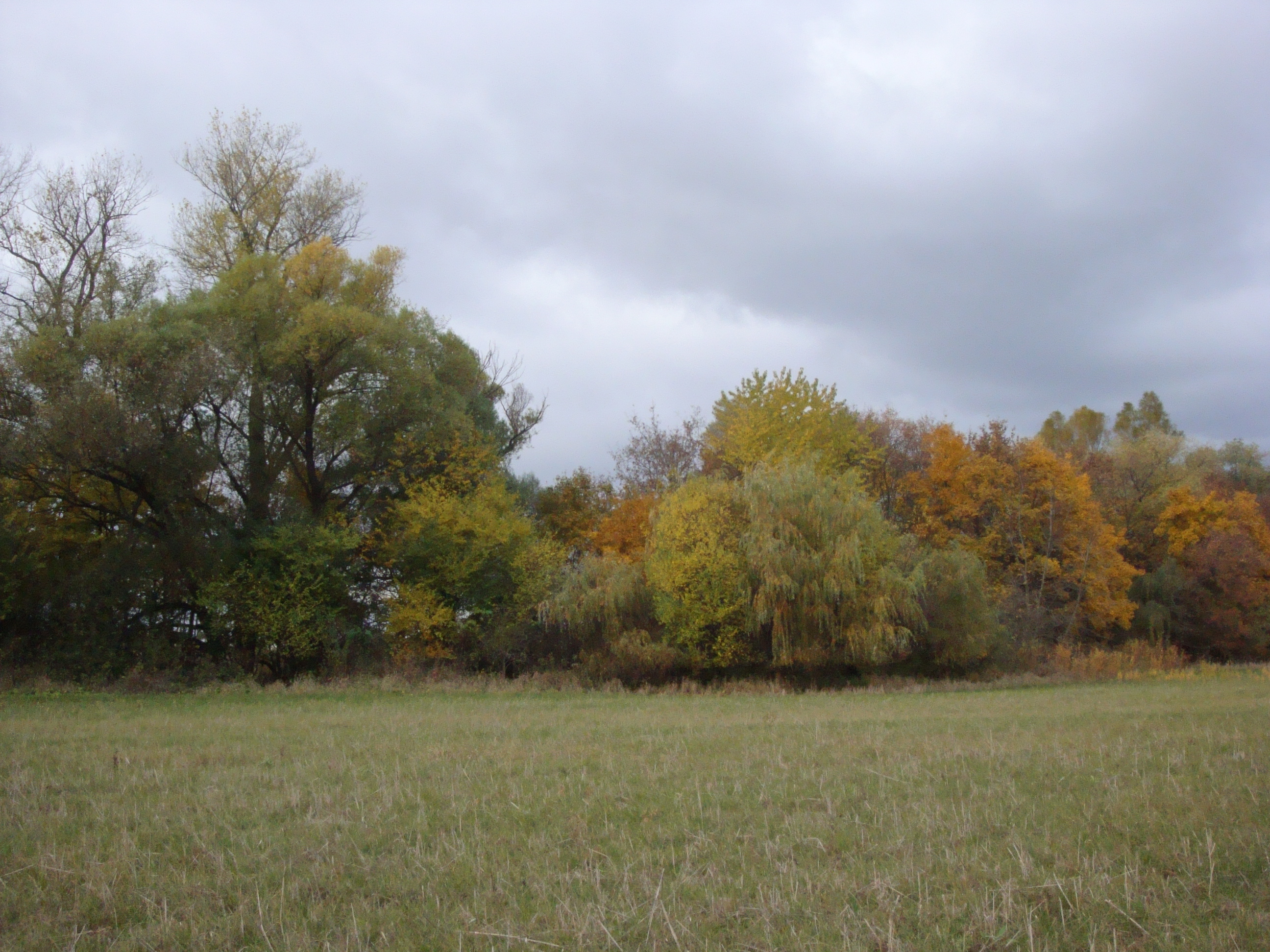
Pohled na PP Rájecká tůň od Černovického hájku

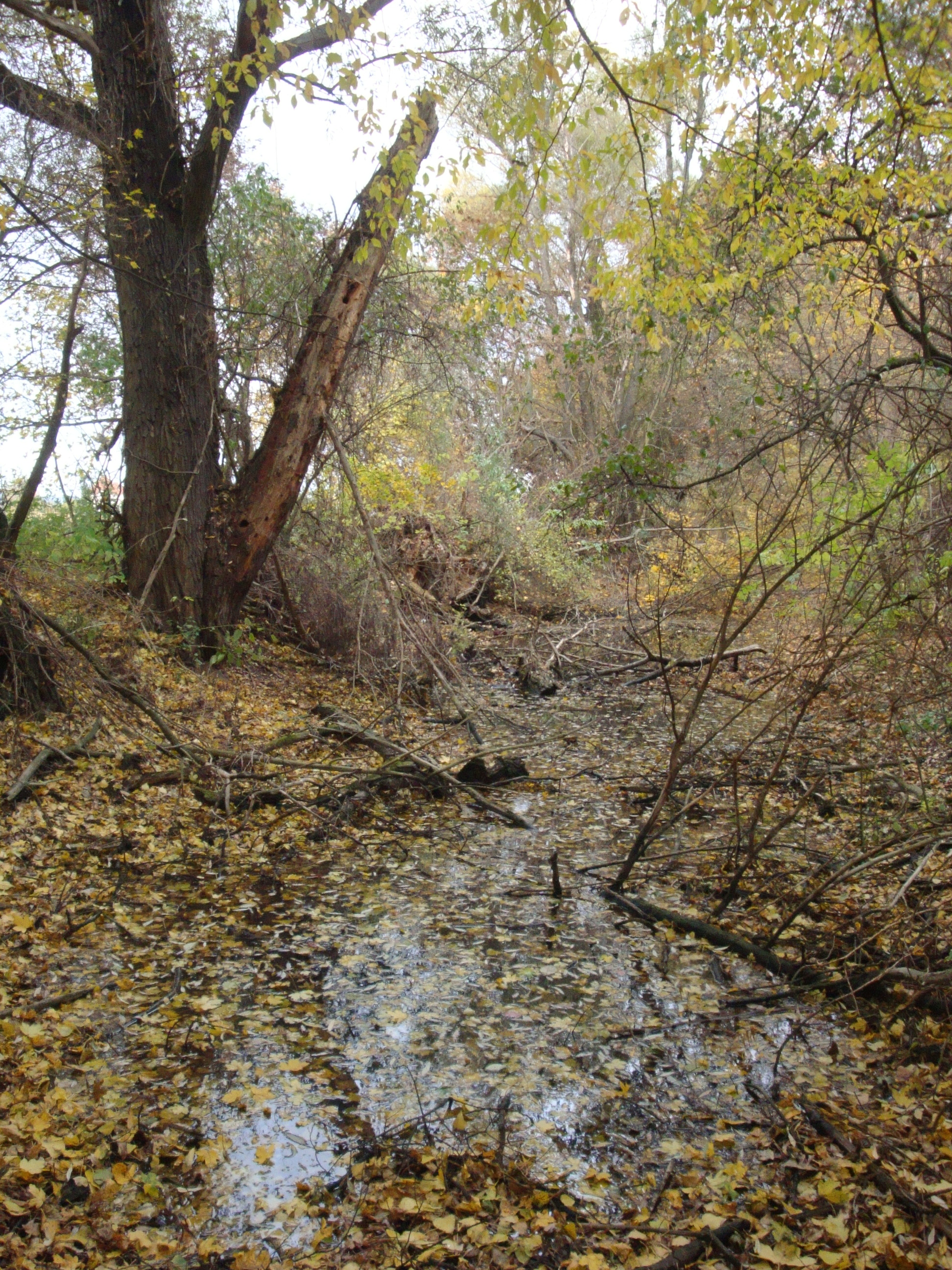
Rájecká tůň

Rájecká tůň se nachází na území města Brna v katastrálním území Brněnské Ivanovice, okres Brno-město, v nadmořské výšce 193 m. Leží na toku Černovického potoka, který přitéká ze severu od železniční trati a pokračuje na jih, kde se asi o kilometr dál vlévá do Holáseckých jezer. Tůň je obklopena břehovým porostem lužního charakteru o šířce 4–20 m, za jeho hranicí se ze všech stran rozkládá pole. Směrem na severovýchod se ve vzdálenosti cca 150 m nachází zástavba, směrem na jih dálnice D1. Vzdušnou čarou sto metrů na západ leží v sousedství tůně Černovický hájek. Dál na východě teče řeka Svitava. Právě její slepá ramena utvářela místní biotop lužního lesa a Rájecká tůň je jejich pozůstatkem.
Přibližně 100 metrů severně od samotného chráněného území byla v roce 2013  vybudována část regionálního biocentra Ráječek (výsadba cca 1300 stromů na ploše 3 ha).
Chráněné území má rozlohu 0,33 ha. Ochranné pásmo nebylo vyhlášeno. Ze zákona je tedy tvořeno územím do vzdálenosti padesát metrů od hranic chráněného území. Toto území tvoří šest parcel, z nichž tři jsou vedeny v katastru nemovitostí jako vodní plocha (celkem 2402 m²), dvě jako lesní pozemek (466 m²) a jedna jako orná půda (413 m²). Avšak aktuálně je orná půda také zalesněna.

## Historie
Lužní les, který se rozkládal na území současných chráněných území Rájecká tůň a Černovický hájek, měl ještě v polovině 20. století rozlohu šedesát hektarů. I když mu už tehdy přírodovědci věnovali pozornost coby unikátnímu biotopu, nedokázali zabránit ani s podporou veřejnosti zničení větší části lesa roku 1954. Na zabrané ploše vznikla městská skládka odpadu. Zbylých dvanáct hektarů lesa bylo až v roce 1977 vyhlášeno chráněnou přírodní památkou Černovický hájek. Rájecká tůň, která byla vyhlášena přírodní památkou ještě později, roku 1997, představuje jednu z posledních starých říčních tůní a zároveň i druhý malý pozůstatek původního lužního lesa. Rájecká tůň byla dříve unikátním mokřadním biotopem v rámci celého města Brna. Před napojením na povrchový tok potoka byla neprůtočná a poskytovala vhodné prostředí pro rozmnožování obojživelníků a rozvoj mokřadního společenstva. Díky změně původního vodního režimu, dopadům intenzivního zemědělství v jejím nejbližším okolí a spontánnímu vývoji dřevinné vegetace se v současnosti jedná o degradovanou lokalitu s nevyužitým přírodním potenciálem.
Ke dni 1. května 2024 byla přírodní památka zrušena a její území začleněno, společně s přírodní rezervací Černovický hájek, do nově vyhlášené přírodní památky Ráječek.

## Přírodní poměry

### Geologie
Rájecká tůň se nachází v geomorfologické provincii Západní Karpaty, v Dyjsko-svratecké nivě (geomorfologický podcelek). Na třetihorních bádenských jílech tu leží nivní sedimenty řeky Svitavy. Tyto sedimenty jsou složeny v nižší vrstvě ze starších pleistocenních štěrkopísků a ve vyšší vrstvě z povodňových hlín a písků holocenního stáří. Přímo kolem tůně se vyvinuly nivní půdy subtypu typická fluvizem.

### Klima
Rájecká tůň náleží ke klimatické oblasti T4, tj. mírně teplá oblast. Podnebí je zde mírně teplé a mírně suché. Průměrná roční teplota je 6–7 °C. Zima tu trvá krátce a je suchá s velmi krátkým trváním sněhové pokrývky. Většina srážek spadne v letním období, což je nepříznivé pro doplňování zásob podzemních vod.

### Flóra

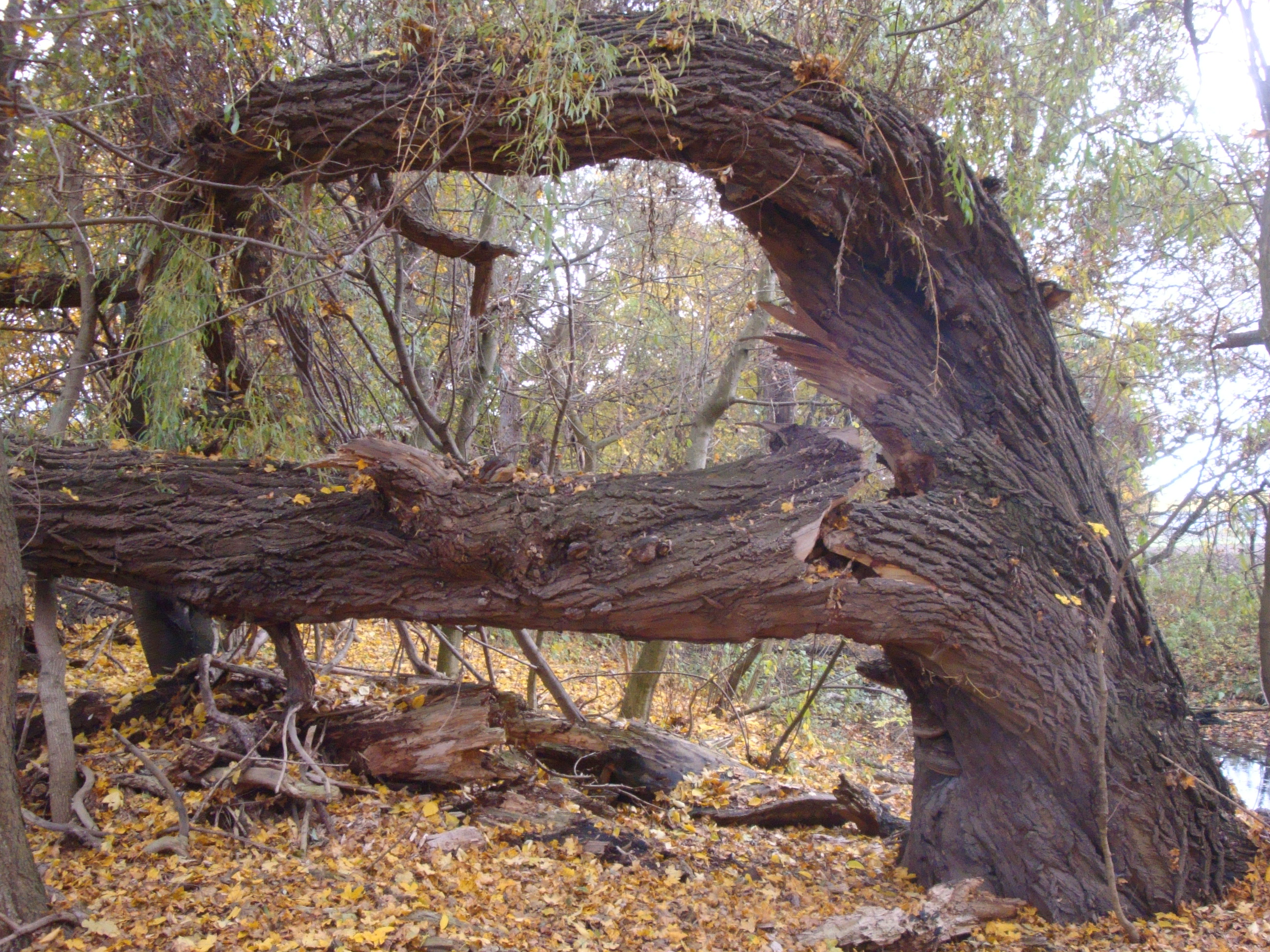
Na břehu tůně rostou mohutné vrby bílé, jejich kmeny často již trouchniví nebo slouží jako doupné stromy.

Lokalita náleží ke květenné oblasti ponticko-jihosibiřské, podoblasti panonské. Vegetační stupeň planární. Tůň je obklopena bohatým břehovým porostem charakteru lužního lesa do vzdálenosti 4 – 20 m od břehu. Na okrajích přechází porost do ruderálního charakteru. Můžeme zde najít mnoho starých, mrtvých a doupných stromů, které jsou velmi významné pro místní faunu. Nejhojnějšími dřevinami jsou tu topol bílý (Populus alba) a vrba bílá (Salix alba), stromové patro dále tvoří olše lepkavá (Alnus glutinosa), jilm vaz (Ulmus laevis), javor babyka (Acer campestre), dub letní (Quercus robur). Keřový podrost tvoří brslen evropský (Euonymus  europaeus), svída krvavá (Swida sanguinea), bez černý (Sambucus nigra), vrba jíva (Salix caprea). Vyskytují se zde i nepůvodní druhy dřevin: křížeci topolů (Populus sp.), javor jasanolistý (Acer negundo), místy také ořešák královský (Juglans regia). Bylinné patro je kvůli zástinu stromy a keři jen velmi slabě vyvinuto a narazíme tu spíše na běžné druhy např. kerblík lesní (Anthriscus sylvestris), kuklík městský (Geum urbanum), kokotice evropská (Cuscuta europaea) aj. Mokřadní rostliny se tu vyskytují spíše vzácně. Jde o šmel okoličnatý (Butomus umbellatus), kosatec žlutý (Iris pseudacorus), kyprej vrbici (Lythrum salicaria), přesličku bahenní (Equisetum palustre). Starší zdroj uvádí ještě orobinec úzkolistý (Typha angustifolia).

### Fauna
Chráněné území má především zoologický význam – jako lokalita pro rozmnožování obojživelníků a habitat pro ohrožené druhy ptáků. Avšak při průzkumu roku 2011 byl zjištěn výskyt obojživelníků jen při migraci, a to adultních či subadultních jedinců. Konkrétně skokana štíhlého (Rana dalmatina), skokana hnědého (Rana temporaria) a ropuchy obecné (Bufo bufo). Pokud by byly obnoveny příhodné podmínky, lze očekávat návrat dalších druhů, které se tu dříve velmi pravděpodobně rozmnožovaly a jejichž výskyt byl zaznamenán v blízkém Černovickém hájku: kuňka obecná (Bombina bombina), rosnička zelená (Hyla arborea), ropucha zelená (Bufo viridis), blatnice skvrnitá (Pelobates fuscus), čolek obecný (Triturus vulgaris), čolek velký (Triturus cristatus). V dřívějších letech bylo zaznamenáno hnízdění několika ohrožených druhů ptáků: moudivláčka lužního (Remiz pendulinus), lejska šedého (Muscicapa striata) a slavíka obecného (Luscinia megarhynchos) a jejich návrat není vyloučen ani v současnosti. Na přeletech tu byl spatřen i ledňáček říční (Alcedo atthis). Keřové porosty poskytují vhodné místo pro hnízdění drobných pěvců, z nichž se tu skutečně vyskytuje řada druhů, např. pěnice černohlavá (Sylvia atricapilla), pěnkava obecná (Fringilla coelebs), budníček menší (Phylloscopus collybita), brhlík lesní (Sitta europaea) aj. Šplhavce zastupuje strakapoud velký (Dendrocopos major). Dále tu můžeme narazit na užovku obojkovou (Natrix natrix), lasici kolčavu (Mustela nivalis) nebo veverku obecnou (Sciurus vulgaris). Podle pobytových stop se tu vyskytuje kuna skalní (Martes foina), není vyloučena ani kuna lesní (Martes martes) – oba druhy využívají k úkrytu staré doupné nebo vykotlané stromy. Stejně tak nelze vyloučit, že kolonie netopýrů, které můžeme pozorovat v okolí, se na léto neuchylují do některých z místních dutých stromů. Samotná tůň slouží jako napajedlo pro další druhy, např. lišku obecnou (Vulpes vulpes), srnce obecného (Capreolus capreolus) aj. V celém povodí Černovického potoka, na kterém tůň leží, byla v minulosti akvaristy vysazena nepůvodní koljuška tříostná (Gasterosteus aculeatus).

## Současný stav

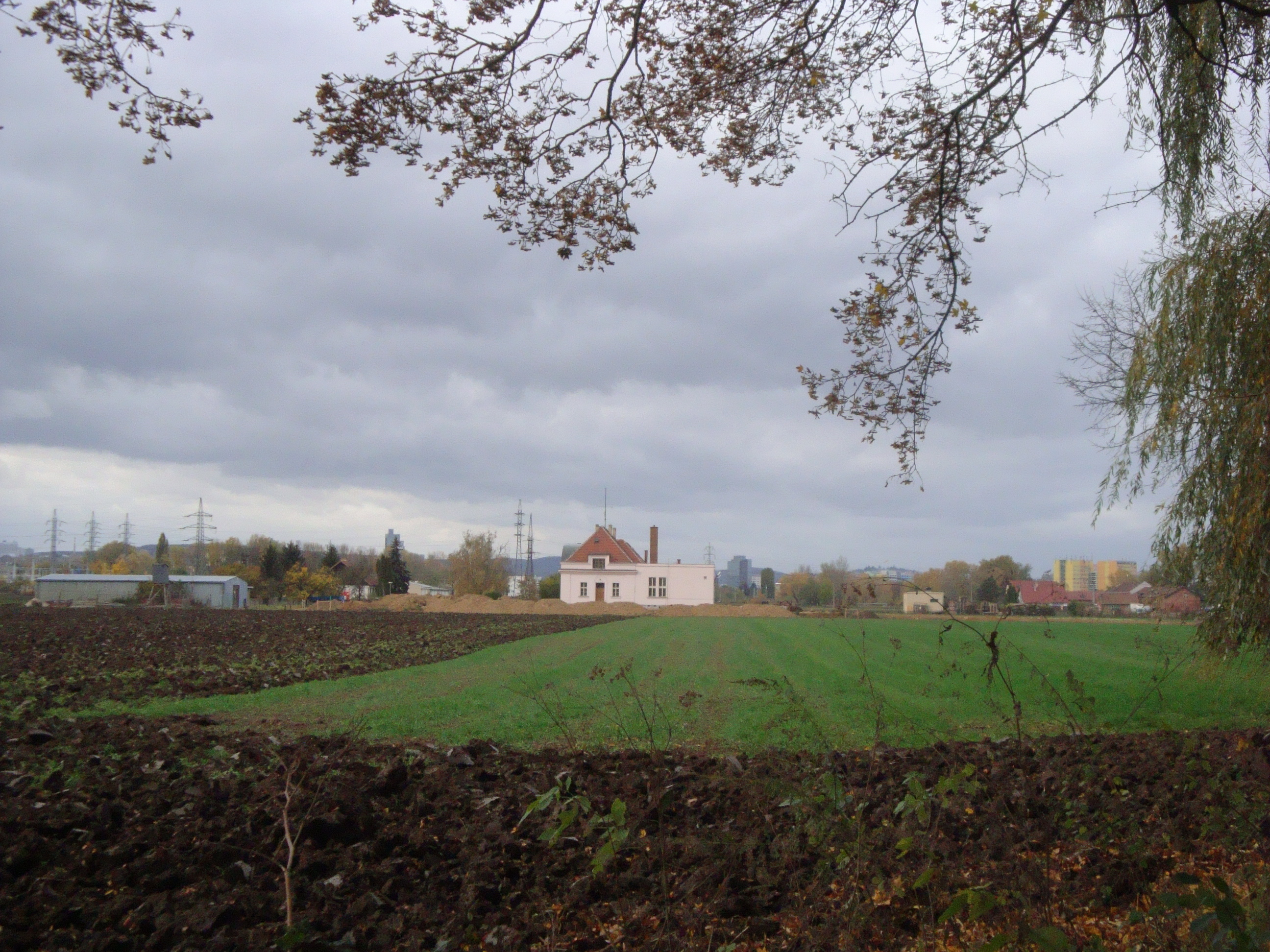
Pohled z hranice chráněného území – půda je zorněná až k terénní depresi svažující se k tůni. Z pole dochází ke splachům hnojiv a ornice.

Za současného stavu chráněné území neposkytuje vhodné podmínky pro rozmnožování obojživelníků ani pro rozvoj společenstva mokřadních rostlin. Ohroženo je především znečišťováním přitékající vody a zazemňováním, které je již v pokročilém stadiu. Část koryta v chráněném území není na rozdíl od ostatních břehů Černovického potoka bagrovaná, čištěná ani upravovaná. Vodní sloupec tůně není rozčleněn na jednotlivé zóny s různou hloubkou. Makrofytní vegetace zde chybí. Pobřežní porost způsobuje silný zástin vodní hladiny. Vzhledem k tomu, že tůň je ze všech stran obklopena polem a půda je zorněná až k samé hranici terénní deprese, devastující jsou splachy agrochemikálií do tůně a zvýšené splachy ornice za dešťů. Situaci zhoršuje i odkládání zemědělských výpěstků nebo agrochemikálií při hranici chráněného území, které zvyšuje jeho eutrofizaci. V současnosti je nutná revitalizace celého území.
Dle zřizovacího předpisu je veřejnosti vstup a pohyb povolen pouze po cestách vyznačených orgánem ochrany přírody. Žádná cesta k Rájecké tůni však v současnosti nevede. Naučné tabule zde nejsou instalovány.

## Management
V plánu péče pro období 2011 – 2020 jsou zmíněny dosavadní provedené zásahy: odstranění některých nepůvodních ořešáků vlašských a šeříků, vyčištění tůně i jejích břehů od napadaných kmenů a větví, výsadba dubu letního s vtroušeným javorem mléčným. Všechny tyto zásahy plán péče hodnotí positivně, avšak zdůrazňuje potřebu celkové revitalizace celého území. Nevyhnutelným zákrokem se jeví odbahnění, probírka břehových porostů a mírné terénní úpravy tůně. To by mělo vést k návratu obojživelníků a zlepšení podmínek i pro další organismy.

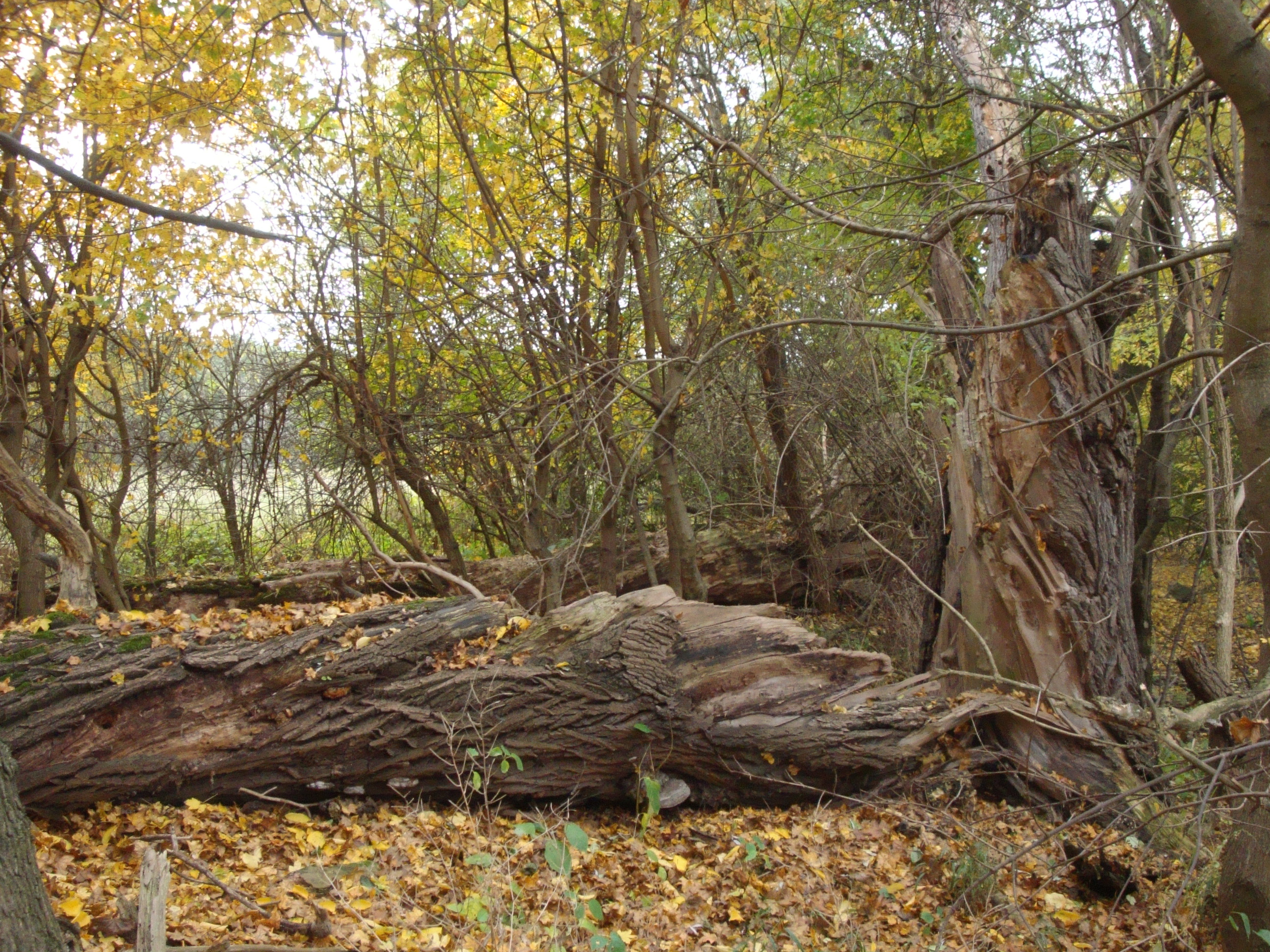
Spadané kmeny a větve se nesmí odstraňovat. Tlející dřevo je důležité pro entomofaunu, ptáky i z mykologického hlediska.

Probírka porostu by měla přispět k propustnosti světla k vodní hladině. Měla by být zaměřena především na nepůvodní druhy dřevin, kromě toho také na dřeviny spodní etáže, které způsobují největší zástin. Souše, mrtvé a odumírající dřevo a stromy s dutinami by měly být ponechány, vzhledem k jejich významu pro bezobratlé a ptáky. Povoleno je odstraňování pouze dřeva napadaného přímo do tůně či jejího bezprostředního okolí – i tak je ale doporučeno toto dřevo ponechávat na chráněném území až do jeho přirozeného rozpadu. Tlející dříví je důležité i z mykologického hlediska.
Co se týče péče o vodní plochu, dno by mělo být odbahňováno s periodou 7 – 10 let a následnými terénními úpravami by měl být vytvářen vhodný litorál. Mělo by se tak dít mimo období rozmnožování a zimování obojživelníků, ideálně v pozdním létě či na podzim. Stopy po odbahnění by měly během jednoho, maximálně dvou vegetačních období spontánně vymizet. Vytvářením pozvolných prosluněných břehů se sklonem 1:10 příp. vyšším je třeba podpořit rozvoj litorálního porostu. Litorální pásmo by mělo být vhodně členěné. Kromě nejmělčí části (o hloubce 1–25 cm) by mělo zahrnovat mělčí část o hloubce 25–50 cm, která je ideální pro kladení vajíček obojživelníků. Tato část by měla být dostatečně osluněna kvůli prohřívání snůšek a rozvoji litorálního porostu, který obojživelníci často k rozmnožování potřebují. Důležitá je i přítomnost hlubší části litorálu (50–90 cm), která umožňuje obojživelníkům úkryt a zimování. Vodní tok by měl být udržován bez rybí obsádky, rybolov je zde zakázán, stejně tak provozování myslivosti.
Jaroslav Čáp ve své monografii doporučuje i další zásahy. Kromě odstranění nepůvodních dřevin i obnovení travních porostů v prostoru mezi Černovickým hájkem a Černovickým potokem (v současnosti se zde nachází pole), a to po celé délce až k dálnici D1. Ještě větším krokem vpřed by bylo zatravnění ploch i západně od potoka a zabudování příkopu se stagnující vodou pod jižním svahem železničního náspu do celého komplexu. (Tento příkop s vodou je v současnosti neudržovaný.) V takto vzniklém prostoru dřívějších polí by pak mohla být vybudována parková úprava s možností rekreace a s možností navštívit po vybudované naučné stezce celý komplex chráněných území.